# 11번가
11번가는2008년 2월 사업을 시작한 대한민국 오픈 마켓으로, 11번가주식회사가 운영하는 서비스이다,
2016년 2월, 자회사인 커머스 플래닛에서 운영하다 SK플래닛에 흡수 합병되었다.
2017년 11월 11일 온라인 쇼핑몰 역대 최대 일거래액 640억을 돌파했다.
2018년 9월 1일 SK플래닛 11번가 사업부문을 분할해 '11번가주식회사'가 설립되었다.
2021년 하반기부터 아마존과 협력 사업을 예정 중이다.
2022년 6월부터 유기 고양이 아이돌 그룹 11 키티즈를 선보이면서 대한민국의 유기동물 입양 장려 캠페인을 진행하기도 하였다.

## 같이 보기
- G마켓
- 이베이
- 옥션